# Isla fantasma

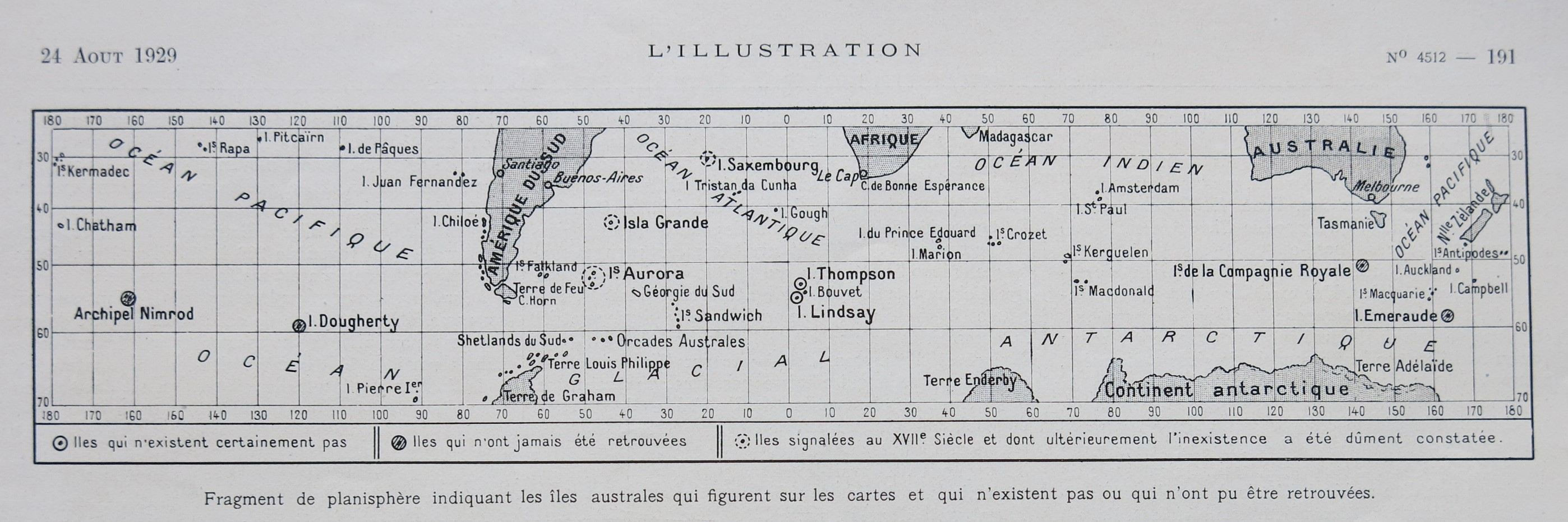
Mapa de 1929 mostrando las islas fantasma del hemisferio sur cerca a la Antártida.

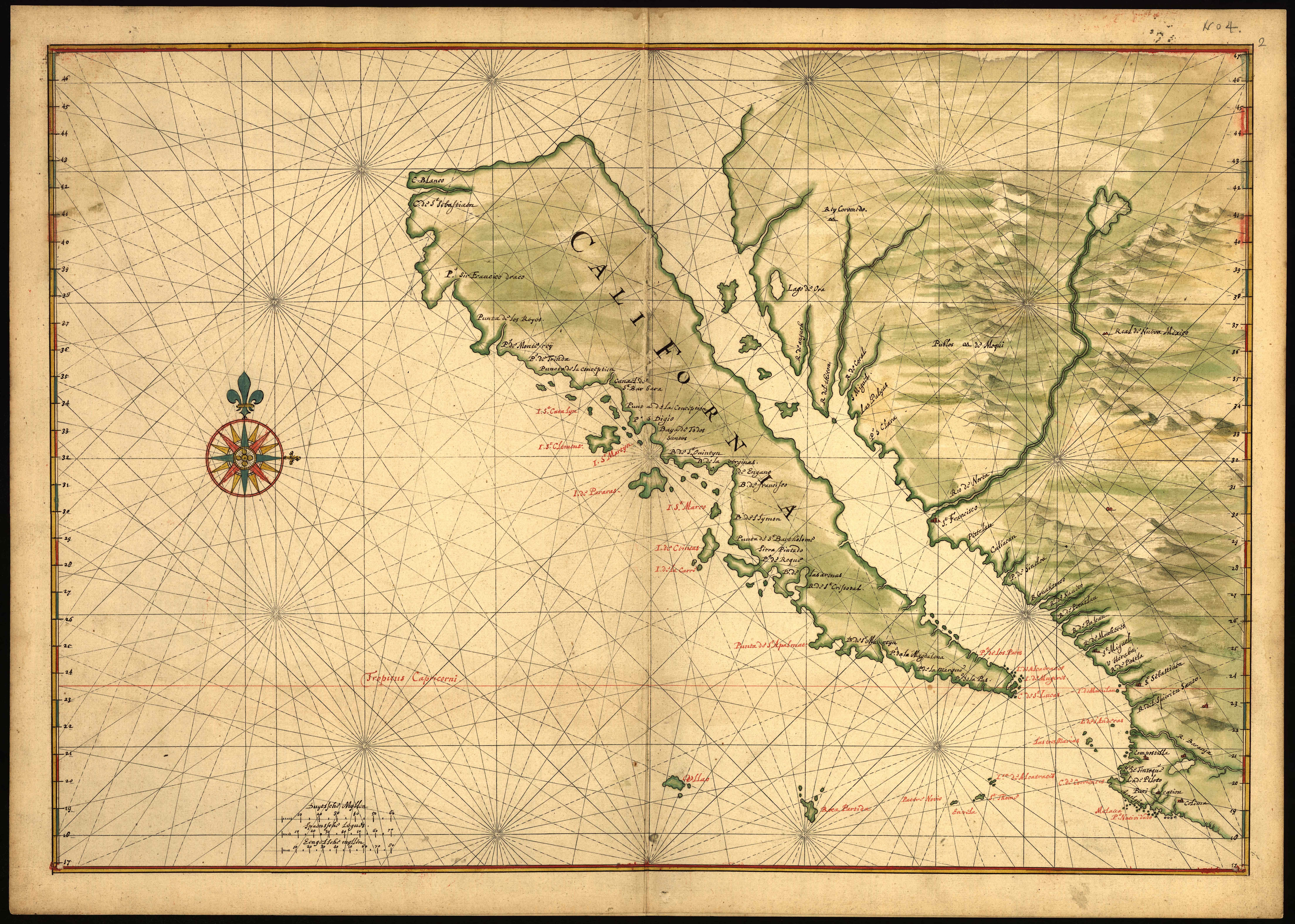
La isla de la California, que con el tiempo la cartografía occidental identificaría como la península de Baja California.

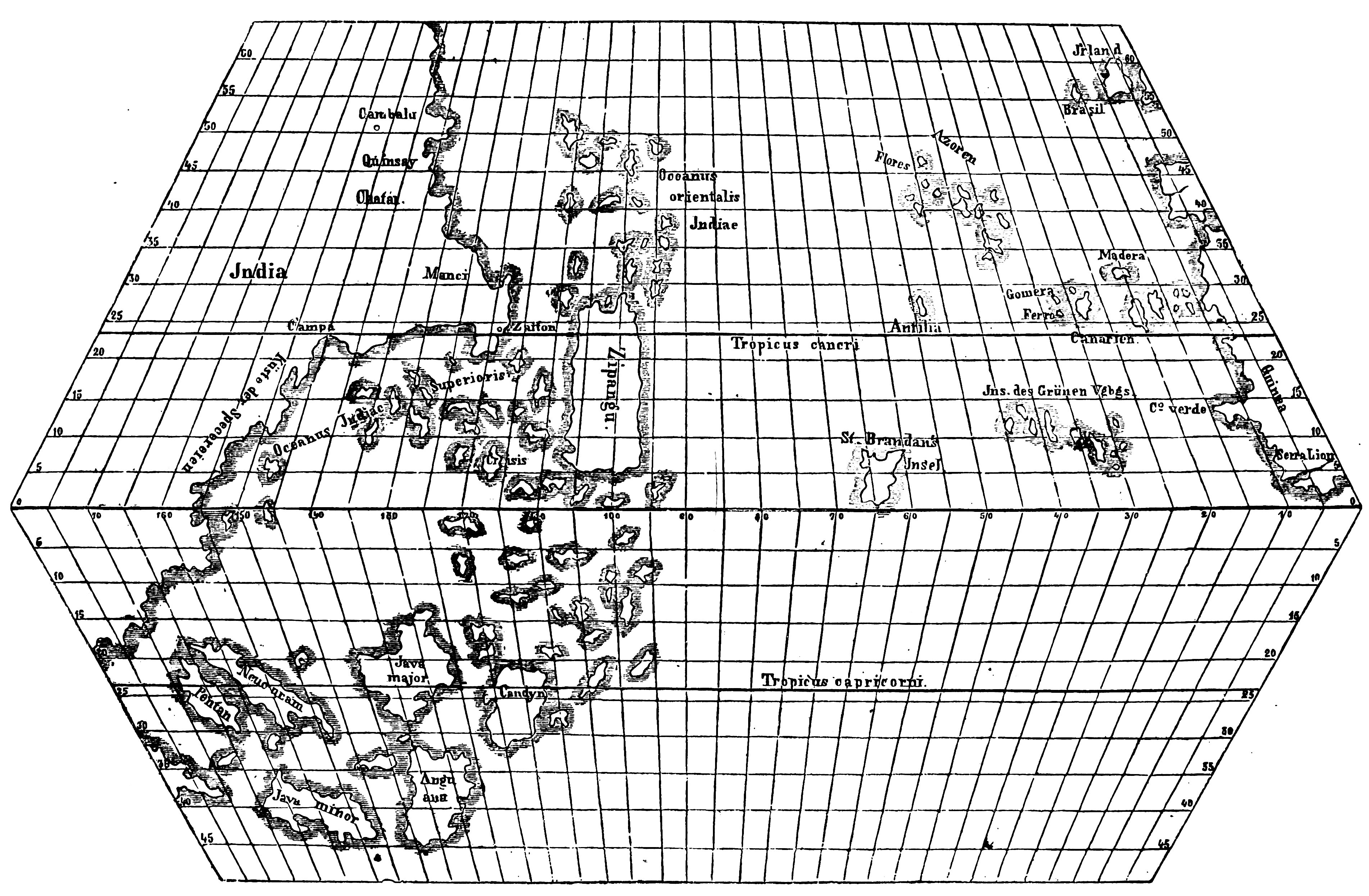
Mapa atribuido a Toscanelli, donde la isla de San Brandán aparece como una gran isla en medio del Atlántico.

Una isla fantasma es una isla que aparece en la cartografía histórica por un período más o menos largo hasta que finalmente se confirma su inexistencia. Se distingue de las islas ficticias porque estas surgieron como parte de mitos, leyendas, obras literarias o cinematográficas.

## Historia y tipos de islas fantasma

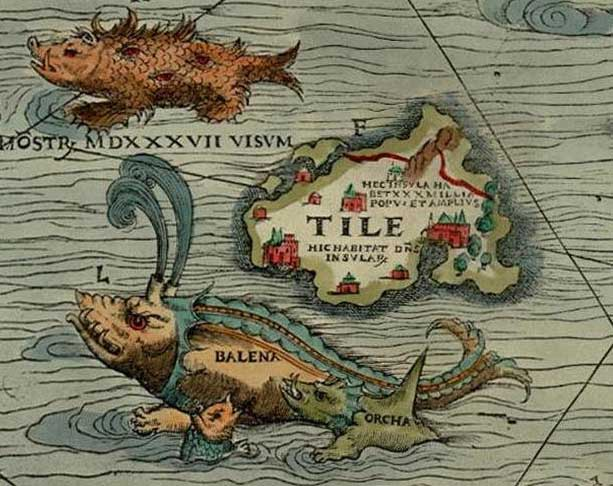
La mítica isla de Thule en Carta Marina

Algunas islas fantasma aparecieron en los mapas como consecuencia de la ubicación errónea de islas reales. Por ejemplo la península de Baja California y la de Corea aparecen en algunos mapas antiguos como islas aunque más tarde se descubrió que estaban conectadas al subcontinente norteamericano la primera y la segunda al de Asia por una extensa franja de tierra. De la misma manera, la península de Yucatán fue considerada como una isla cuando durante las primeras exploraciones de los españoles cuando se alcanzó la Laguna de Términos; sin embargo, viajes posteriores concluyeron que se trataba de una península unida geográficamente a lo que actualmente es Centroamérica. La isla de Thule fue quizá descubierta en el siglo IV a. C. para luego ser olvidada. Tras ser redescubierta mucho después fue identificada por antiguos exploradores y geógrafos alternadamente como las islas Shetland, Islandia o incluso Escandinavia. Otros marinos informaron de su inexistencia.
Algunas pocas islas fantasma pudieron haber existido en la forma de bancos de arena, conos volcánicos, deposiciones de lava u otras estructuras inestables que han aparecido y desaparecido sucesivas veces a lo largo de la historia, incluso algunas pueden haber sido supuestas por la observación de ilusiones ópticas (por ejemplo espejismos). Otras islas fantasma son probablemente creaciones míticas como la de la San Brandán, la Antillia o la isla Brasil etc.
No debe confundirse con el concepto de isla perdida, que señala a territorios insulares cuya existencia pasada es al menos probable, pero que nunca han sido plasmados en la cartografía por haber desaparecido en forma catastrófica (debido a terremotos, tsunamis, aumento del nivel marino, etc.) en tiempos prehistóricos. Incluso en tiempos históricos bastante recientes se pueden documentar islas de existencia breve como en el caso de la isla Ferdinandea; por otra parte algunas pequeñas islas e islotes han sido categorizados como «islas fantasma» hasta su redescubrimiento fidedigno, estos han sido los casos de las Aurora y la Rockall. Otro caso que podría ilustrar la diferencia entre una isla perdida y una isla fantasma es el de la Isla Bermeja que habría sido territorio de México en el golfo del mismo nombre, sobre la cual se debatió aun recientemente.
Se siguen registrando casos de apariciones de islas fantasma en la cartografía, incluso tras la instauración de los mapas respaldados por datos satelitales. Así sucedió con la aparición de la Isla Sandy, cuya inexistencia fue denunciada por una expedición científica australiana, que en el 2012 recorrió la zona al oriente del Mar del Coral, en que la ínsula estaba emplazada según los mapas digitales de Google Earth, sin encontrar rastros de ella.

## Ejemplos

### Mar chileno
Algunas cartas de navegación de la Armada de Chile producidas por su Servicio Hidrográfico y Oceanográfico (SHOA) han descrito una serie de rocas, arrecifes e islotes en el Pacífico Sur, ubicados frente a las costas de Chile y que han sido reportados por navegantes a lo largo de más de un siglo. Como las exploraciones en su búsqueda no han dado con ellos, los puntos son mantenidos en las cartas como alertas de peligro para la navegación. La emergencia (quizás temporal) de esas rocas y arrecifes sería producto de la frecuente actividad sísmica en la región.
Fuera de su inclusión en algunas cartas de navegación, esas rocas y arrecifes no aparecen descritos en la cartografía ni en la legislación chilena actual ni forman parte efectiva de su territorio.
El más conocido de estos supuestos arrecifes es la isla Podestá, que habría sido descubierta por un marino italiano en 1879 y que estaría localizado a 1390 km de distancia de Valparaíso a 32°14′S 89°08′O / -32.233, -89.133, pero de la cual no se han dado a conocer más avistamientos por lo que se mantiene categorizada como isla fantasma y fue eliminada de las cartas estadounidenses en 1935. El hecho es que las batimetrías satelitales no muestran ningún accidente particular en el fondo marino de esa área, donde el lecho se ubica a unos 3500 de profundidad, aproximadamente.
El banco Pactolus o Burnham, fue supuestamente descubierto a 56°40′S 74°20′O / -56.667, -74.333 el 6 de noviembre de 1885 por W.D. Burnham, capitán del barco estadounidense Pactolus, ha sido señalado como una de las islas que posiblemente sea la Elisabethides que descubrió Francis Drake en 1578. Durante la operación de investigación antártica Deep Freeze I en 1956, el buque USS Wyandot sondeó la posición indicada del Banco Pactolus sin hallarlo.
Las otras rocas y arrecifes serían:
1. Arrecife Sefton (1908) reportado a 36°54′S 86°25′O / -36.900, -86.417, cerca de 240 millas y 214° de la isla de Más Afuera (isla Alejandro Selkirk). Fue descrito como formado por dos porciones de rocas negras con lo que parecía ser un canal profundo en el medio.[5] En su supuesta ubicación las batimetrías satelitales del fondo marino, realizadas por Agencia Nacional de Inteligencia-Geoespacial (NGA) de los Estados Unidos y la U.S. Navy, no muestran ningún relieve o accidente topográfico en particular, sino un lecho principalmente plano a una profundidad de 3.987 m aproximadamente.
2. Roca Minnehaha (1879) 25°50′S 106°20′O / -25.833, -106.333, cerca de 60 millas al noroeste de la isla de Sala y Gómez. Reportado por el capitán Beckwith de la nave Victoria.[5] En su supuesta ubicación las batimetrías satelitales del fondo marino, realizadas por Agencia Nacional de Inteligencia-Geoespacial de los Estados Unidos, no muestran ningún relieve o accidente topográfico en particular, en un área ubicada junto a las estribaciones del norte del cordón submarino de Sala y Gómez, donde el lecho se sitúa a una profundidad de 3.320 m aproximadamente.[10]
3. Roca marcada P.D. (1869) 25°40′S 85°00′O / -25.667, -85.000. Reportada por el Great Pacific. En 1904 el barco Sumbawa pasó por la posición sin observar nada.[5] En su supuesta ubicación las batimetrías satelitales del fondo marino, realizadas por Agencia Nacional de Inteligencia-Geoespacial de los Estados Unidos, no muestran ningún relieve o accidente topográfico en particular, sino un lecho principalmente plano, ubicado a un costado sur del cordón submarino de Sala y Gómez (pendiente suave) a una profundidad de 3.188 m aproximadamente.[10]
4. Roca Emily (1869) 25°38′S 87°25′O / -25.633, -87.417, reportada por el Emily, fue descrita como de 15 pies de altura y 120 pies de longitud. En 1873 el Merchant Marine Magazine indicó que ha sido vista otra vez por dos barcos ese año. Su extensión fue señalada por ellos como de una milla de largo y 20 pies sobre el agua en su parte más alta. Se la describió como una piedra volcánica arenosa.[5] La corbeta chilena O'Higgins la buscó infructuosamente. Otro intento de búsqueda fue hecho en 1903, sin hallarla.[11] Actualmente no aparece esta roca en las batimetrías satelitales que se han practicado en el área, pero su supuesta ubicación es próxima al monte submarino Zasosov 25°30′S 87°15′O / -25.500, -87.250, una de las principales prominencias del cordón submarino de Sala y Gómez. La cima del Zasasov se ubica en la cota de los 100 m bajo el nivel del mar.[12]
5. Roca Yosemite (1903) 32°05′S 83°16′O / -32.083, -83.267 fue reportada por la barca chilena Yosemite a cerca de 180 millas al noroeste de la isla del Más Afuera. Fue descrita como una roca blanca con puntas agudas en su lado suroriental, de 10 a 15 pies de alto. Fue buscada por el gobierno de Chile en 1904 y 1909, sin resultado positivo.[5] Informes de prensa de 1975 señalan que el mercante chileno Allipén la habría avistado el 9 de mayo de ese año, señalando la posición 31°58′S 85°40′O / -31.967, -85.667.[13]

Se ha planteado como explicación para muchas de las observaciones de estas islas fantasmas en el Mar chileno al hecho de que ciertas nubes bajas parecen tierras cuando se les mira desde el mar, detrás del horizonte. Sin embargo, la descripción en cambio de playas arenosas pareciera indicar un desembarco o una observación más cercana.

### Otras
Ya en el Pacífico norte, la isla Sarah Ann, al noroeste de la isla de Pascua, fue eliminada de las cartas estadounidenses en 1932 al no ser hallada por una expedición de ese país que pretendía encontrarla para observar desde allí el eclipse total de sol del 8 de junio de 1937, para el que estaría en la posición más favorable.
En el Golfo de México se da el caso también de la Isla Bermeja. Está señalada en diversos mapas y documentos históricos que la localizan a más de 100 kilómetros al noroeste de la península de Yucatán, bajo dependencia de México. Se la ubicó a 22 grados, 33 minutos latitud norte y 91 grados, 22 minutos longitud oeste. Sin embargo, investigaciones recientes ya oficializadas por el Instituto Nacional de Estadística y Geografía (INEGI) de México, demuestran palmariamente que la isla en cuestión no existió y que se ha tratado simplemente de un error cartográfico que se mantuvo indebidamente a lo largo de varios siglos lo cual ha quedado de manifiesto, verificándose sin lugar a duda.